# Sherif Touré Coubageat
Sherif Touré Coubageat (27 dicembre 1981) è un ex calciatore togolese, di ruolo attaccante.

## Carriera

### Club
Ha giocato tutta la carriera in Germania.

### Nazionale
Ha esordito con la Nazionale togolese nel 2000, vestendone la maglia per 5 anni.